# Жаркова Марія Сергіївна
Жаркова Марія Сергіївна (нар. 7 травня 1988) — колишня російська тенісистка.
Найвищу одиночну позицію світового рейтингу — 490 місце досягла 4 квітня 2011, парну — 335 місце — 12 травня 2008 року.
Здобула 7 парних титулів.

## Фінали ITF
| Легенда         |
| --------------- |
| Турніри $25,000 |
| Турніри $10,000 |

### Парний розряд: 14 (7–7)
| Результат | Ранг | Дата             | Турнір                    | Покриття   | Партнерка                     | Суперниці                                | Рахунок             |
| --------- | ---- | ---------------- | ------------------------- | ---------- | ----------------------------- | ---------------------------------------- | ------------------- |
| Перемога  | 1.   | 12 серпня 2007   | Москва, Росія             | Ґрунт      | Тетяна Котельникова           | Анна Лапущенкова Василіса Давидова       | 6–4, 3–6, 6–3       |
| Перемога  | 2.   | 27 квітня 2008   | Наманган, Узбекистан      | Тверде     | Василіса Давидова             | Марина Мельникова Хаєнне Евейк           | 3–6, 7–5, [10–6]    |
| Поразка   | 1.   | 5 квітня 2009    | Анталія, Туреччина        | Тверде     | Іма Богуш                     | Софія Квацабая Августа Цибишева          | 4–6, 6–4, [8–10]    |
| Поразка   | 2.   | 17 травня 2009   | Санкт-Петербург, Росія    | Тверде     | Августа Цибишева              | Юлія Калабіна Марта Сироткіна            | 1–6, 2–6            |
| Перемога  | 3.   | 31 травня 2009   | Харків, Україна           | Ґрунт      | Катерина Авдієнко             | Еліна Світоліна Катерина Козлова         | 6–7(3), 6–3, [11–9] |
| Поразка   | 3.   | 13 вересня 2009  | Saint Petersburg 2, Росія | Ґрунт      | Анастасія Литовченко          | Yanina Darishina Ekaterina Prozorova     | 6–7(7), 6–3, [7–10] |
| Перемога  | 4.   | 15 квітня 2010   | Нур-Султан, Казахстан     | Тверде (i) | Євгенія Пашкова               | Олександра Артамонова Khristina Kazimova | 6–0, 6–1            |
| Перемога  | 5.   | 22 квітня 2010   | Алмати, Казахстан         | Тверде (i) | Пашкова Євгенія Сергіївна     | Ксенія Палкіна Анастасія Пренко          | 3–6, 7–6(9), [10–7] |
| Перемога  | 6.   | 21 серпня 2010   | Saint Petersburg, Росія   | Ґрунт      | Пашкова Євгенія Сергіївна     | Валентина Івахненко Mariya Malkhasyan    | 6–4, 5–7, 6–4       |
| Перемога  | 7.   | 7 листопада 2010 | Мінськ, Білорусь          | Килим (i)  | Пашкова Євгенія Сергіївна     | Oksana Pavlova Катерина Яшина            | 5–7, 7–5, 6–4       |
| Поразка   | 4.   | 12 березня 2011  | Анталія 5, Туреччина      | Ґрунт      | Пашкова Євгенія Сергіївна     | Даніелле Гармсен Бібіана Схофс           | 3–6, 5–7            |
| Поразка   | 5.   | 24 квітня 2011   | Анталія 11, Туреччина     | Тверде     | Сироткіна Марта Олександрівна | Лаура Йоана Пар Сильвія Заґурська        | 1–6, 6–7(0)         |
| Поразка   | 6.   | 1 травня 2011    | Анталія 12, Туреччина     | Ґрунт      | Alexandra Romanova            | Лаура Йоана Андрей Екатеріне Горгодзе    | 1–6, 5–7            |
| Поразка   | 7.   | 21 серпня 2011   | Saint Petersburg, Росія   | Ґрунт      | Тетяна Котельникова           | Поліна Виноградова Анастасія Фролова     | 2–6, 2–6            |